# كيرتورف
كيرتورف (بالألمانية: Kirtorf) هي بلدة، مدينة وبلدة ألمانية تقع في ألمانيا في Vogelsbergkreis. يقدر عدد سكانها بـ 3,479 نسمة .

## المدن التوأمة
مدينة Kilb هي مدينة توأمة لـكيرتورف.